# 서홍리 (조선)
서홍리(徐弘履, 1607년 ~ 1687년)는 조선의 문신이다. 본관은 대구, 자는 여중(汝重), 할아버지는 판중추부사 약봉 서성(徐渻), 아버지는 종친부전첨 서경수(徐景雨), 어머니는 김희(金僖)의 딸 광산 김씨(光山金氏)이고, 부인은 김수선(金綏善)의 딸인 광산 김씨(光山金氏)이며, 형은 사헌부감찰 서광리(徐匡履)이다.

## 생애
서홍리는 1614년(광해군 6년)에 어머니는 돌아가시고, 그의 할아버지 (서성)의 사랑을 받으몀서 자랐다. 1630년(인조 8년)에 식년시(式年試) 진사과 3등 56위로 합격한후, 도봉유원(道峰儒院)에서 공보를했고, 학곡(鶴谷) 홍서봉(洪瑞鳳) 등과 교유하였다. 1630년-1636년 사이에 의금부도사(義禁府都事 - 종6품), 사산감역(四山監役 - 종9품)과 군기시주부(軍器寺主簿 - 종6품)을 지냈고, 완풍군(完豊君 - 이서(李曙))와 총애를 받았다.
병자호란(丙子胡亂)이 일어나자 서홍리는 인조를 호종하여 대신들과 함께 남한산성으로 들어갔다.
전쟁 뒤(1637년(인조 15)-1686년(숙종 12년)), 수운판관(水運判官 - 정5품), 사헌부감찰(司憲府監察 - 정6품), 호조좌랑(戶曹佐郞 - 정6품), 한성부판관(漢城府判官 - 종5품), 온양군수(溫陽郡守), 한산군수(韓山郡守), 서산군수(瑞山郡守), 남양현감(南陽縣監)와 동지중추부사(同知中樞府事 - 종2품) 관직을 지냈다.
서홍리는 5남 5녀를 두었다.

## 가족 관계
- 고조할아버지: 서고(徐固)
  - 증조할아버지: 서해(徐嶰)
    - 할아버지: 서성(徐渻)
      - 아버지: 서경수(徐景需)
      - 어머니: 김희의 딸 광산 김씨
        - 형: 서형리(徐亨履)
        - 형: 서택리(徐擇履)
        - 형: 서상리(徐祥履)
        - 형: 서광리(徐匡履)
        - 동생: 서명리(徐明履)
        - 서제: 서복리(徐福履)
        - 서제: 서공리(徐恭履)

      - 부인: 김수선의 딸 광산 김씨
        - 아들: 서문준(徐文濬)
        - 아들: 서문해(徐文海)
        - 아들: 서문한(徐文漢)
        - 아들: 서문숙(徐文淑)
        - 아들: 서문연(徐文演)